# Сарбурма
Сарбурма, также известное просто как бурма среди крымских татар и pierekaczewnik среди татар Польши и Литвы, является традиционным мясным пирогом в крымскотатарской кухне. В крымскотатарском языке слово sarmaq означает «завернуть», а burmaq «завить».
Его название среди татар Польши и Литвы происходит от русского глагола перекатывать «катиться». Сейчас это распространённая закуска в Крыму и Турции (тур. etli kol böreği).
В Польше это особая кухня татар и защищена регламентом Европейского союза с защищённым обозначением происхождения. Основными ингредиентами являются традиционно баранина и тесто. То же самое используется в другом очень популярном крымском и турецком блюде — чебуреке.